# Harsdorf
Harsdorf – miejscowość i gmina w Niemczech, w kraju związkowym Bawaria, w rejencji Górna Frankonia, w regionie Oberfranken-Ost, w powiecie Kulmbach, wchodzi w skład wspólnoty administracyjnej Trebgast. Leży przy autostradzie A70 i linii kolejowej Monachium – Drezno.
Gmina położona jest 12 km na południowy wschód od Kulmbach, 39 km na południowy zachód od Hof i 10 km na północ od Bayreuth.

## Dzielnice
W skład gminy wchodzą następujące dzielnice: 
| - Altenreuth - Brauneck - Harsdorf - Haselbach - Hettersreuth - Holzlucken - Lettenhof | - Oberlaitsch /Seyerhaus - Oberlohe - Ritterleithen - Sandreuth - Unitz - Unterlohe - Zettmeisel |

## Demografia
| Rok  | Liczba mieszk. |
| ---- | -------------- |
| 1970 | 750            |
| 1987 | 751            |
| 2000 | 1031           |
| 2006 | 1076           |

## Historia
Miejscowość należała do Księstwa Bayreuth, jednak w wyniku traktatu tylżyckiego z 1807 Harsdorf zostało włączone w 1810 do Bawarii. Gmina w obecnym kształcie funkcjonuje od reformy administracyjnej w 1818.

### Polityka
Wójtem jest Alfred Baumgärtner. Rada gminy składa się z 13 członków: